# Rage (banda)
Rage é uma banda alemã de heavy metal, fundada em 1984 por Peavy Wagner. Inicialmente a banda se chamava Avenger, mas foi rebatizada como Rage a partir de 1986. Foram parte do movimento de heavy/speed/power metal emergido da Alemanha no meio da década de 1980, junto a nomes como Running Wild, Grave Digger, Stormwitch e Helloween. Em mais de trinta anos de carreira, o Rage já vendeu cerca de cinco milhões de cópias de álbuns pelo mundo.

## História

### Início
Foi com o nome de Avenger que o primeiro álbum Prayers of Steel foi lançado em 1985. Este álbum trazia a formação original com Peavy Wagner (baixo e vocal), Jochen Schröder (guitarra), Alf Meyerrakten (guitarra) e Jörg Michael (bateria). No ano seguinte, ainda usando o nome Avenger, foi lançado o EP "Depraved to Black".
Em 1986, Peavy rebatiza a banda com o nome atual e lança o álbum seguinte, intitulado Reign of Fear. Foi nesta época que passaram a excursionar com bandas como Running Wild, U.D.O., Motörhead e Saxon. Em 1987 é lançado o álbum intitulado Execution Guaranteed, o último gravado com a formação original, pois ainda naquele ano o baterista Jörg Michael deixa a banda e é substituído por Chris Efthimiadis.
Os quatro álbuns lançados após o Execution Guaranteed não alcançaram a repercussão desejada. O álbum Perfect Man foi lançado em 1988, o Secrets in a Weird World em 1989, o Reflections of a Shadow em 1990 e o EP Extended Power em 1991.

### Trapped

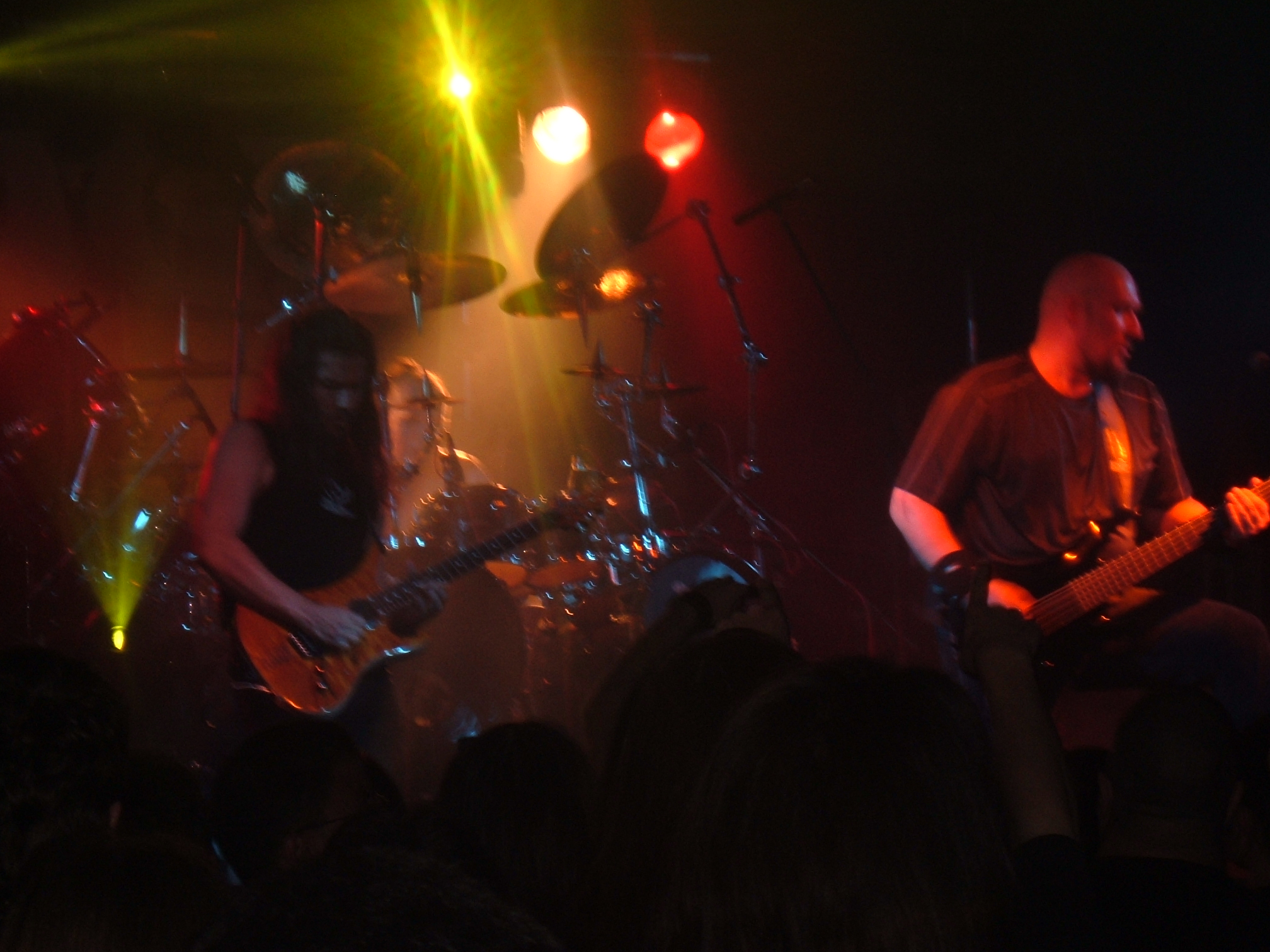
Rage durante show em Milão

Foi o lançamento do álbum Trapped em 1992 que trouxe de volta ao Rage o sucesso que haviam tido com o primeiro álbum do Avenger. Nesta época o Rage além de obter ótimos resultados no seu país natal, conseguiu realizar uma turnê no Japão. Ainda neste mesmo ano a banda lança um novo EP no Japão, intitulado Beyond the Wall.
No ano seguinte o sucesso se manteve: foi lançado o álbum The Missing Link e também outro EP exclusivo para o Japão, Refuge, que marcava a saída do guitarrista Manni Schmidt, substituído por Spiros Efthimiadis. Nesta época também foi lançada uma primeira coletânea do Rage, intitulada 10 Years in Rage, que saiu no mercado em 1994. Em 1995, lançaram Black In Mind, que misturava thrash metal com metal melódico oitentista. O refrão da música Sent By The Devil foi plagiado, anos mais tarde, pela cantora Joss Stone. Em 1996, a banda mudou o estilo. Ainda mantendo muitos elementos do thrash, mas acrescentando sonoridades do mainstream, foi lançado o álbum End Of All Days, que tem várias músicas mais lentas e uma atmosfera mais melancólica e soturna.

### Heavy metal e música clássica
O álbum lançado em 1996 foi uma grande surpresa  do Rage para os seus fãs. O álbum intitulado Língua Mortis registra o resultado da união do heavy metal à música clássica. Para gravar este álbum, a banda viajou até a República Tcheca para gravar em estúdio a participação da Orquestra Sinfônica de Praga, juntamente com a do pianista Christian Wolff. A banda realizou uma série de apresentações ao lado desta orquestra, inclusive em grandes festivais de 1996 como o Dynamo Open Air na Holanda, e o Wacken Open Air na Alemanha. Por incrível que pareça, no mesmo ano a banda lançou um novo álbum, End of All Days, e um novo EP no Japão, Higher Than The Sky.
No ano seguinte sai um novo EP, Live From the Vault, uma gravação de uma apresentação feita no Japão.

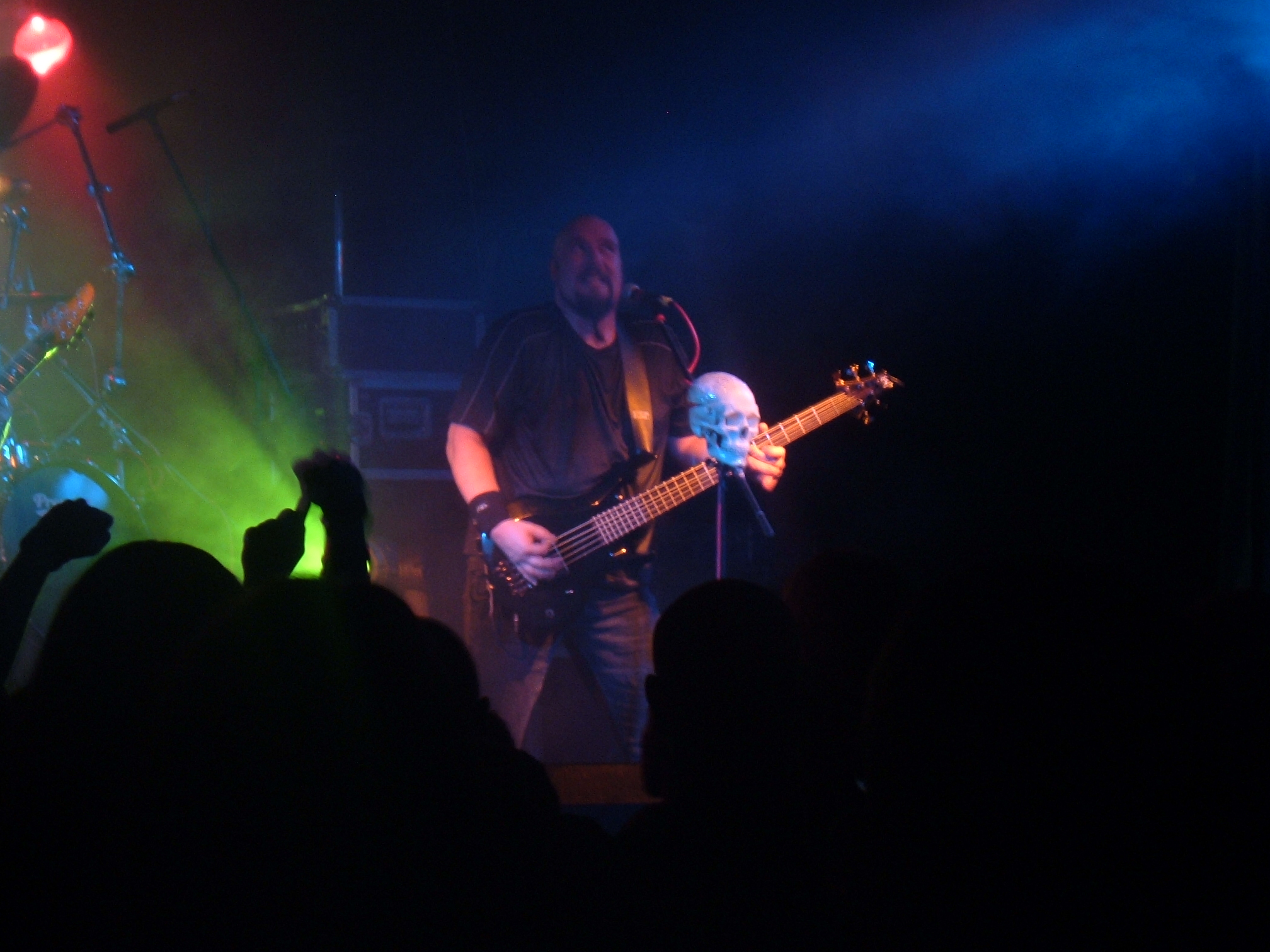
Peavy Wagner

Em 1998 foi lançado o 13º álbum do Rage, com o simples título de XIII, novamente contando com a participação de Christian Wolff e da Orquestra Sinfônica de Praga. XIII foi novamente um sucesso. Neste mesmo ano saíram mais dois álbuns que contavam com versões ao vivo e acústicas, In Vain I-III e In Vain – Rage in Acoustic, respectivamente.
Seguindo um ritmo frenético de gravações e lançamentos, em 1999 é lançado o álbum chamado Ghosts.
No começo do ano de 2000 a nova formação do Rage estreou ao vivo direto no festival alemão Wacken Open Air. Novas turnês mundiais cercaram o Rage após o lançamento em 2001 do álbum Welcome to the Other Side.
Em 2002 o Rage lança "Unity" que vem marcado pela evolução e maturidade da banda demonstradas em algumas faixas como: All I Want, Insanity, Down, Dies Irae entre muitas outras.
Sem perder o ritmo, a banda alemã lança mais um álbum em 2003, muito comparado com o anterior e intitulado "Soundchase".
O álbum "Speak of the Dead" é lançado em 2006. Neste álbum, a banda conta com uma maior presença da música sinfônica do que no anterior, inserindo novas passagens orquestradas que introduzem e/ou encerram algumas faixas.
Em 2008 é lançado mais um álbum da banda em estúdio Carved In Stone, já com o novo baterista André Hilgers que entra no lugar de Mike Terrana. Em 2009 lançam o EP Gib Dich Nie Auf / Never Give Up que conta com duas faixas bônus, sendo uma delas um vídeo da música Refuge, gravado numa apresentação no festival Wacken Open Air.

## Integrantes

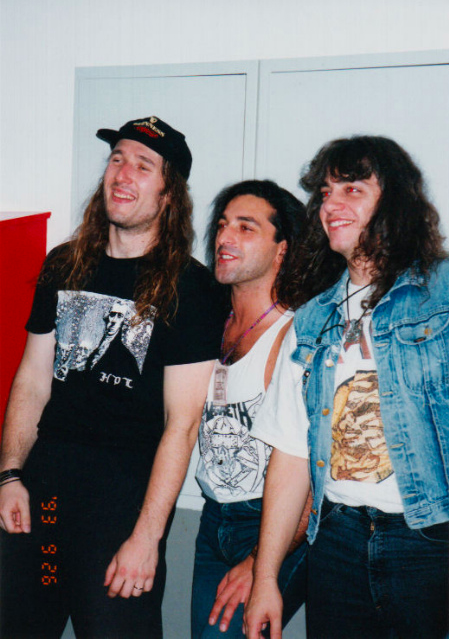
Rage em 1992

### Formação atual
- Peavy Wagner – Vocal, Baixo (1984–presente)
- Vassilios "Lucky" Maniatopoulos – bateria, vocal (2015–presente)
- Jean Bormann – Guitarra (2020–presente)

### Ex-integrantes
- Alf Meyerratken – Guitarra (1984–1985)
- Jochen Schröder – Guitarra (1984–1987)
- Jörg Michael – Bateria (1984–1987)
- Thomas Grüning – Guitarra (1986)
- Rudi Graf – Guitarra (1987)
- Manni Schmidt – Guitarra (1988–1994)
- Chris Efthimiadis – Bateria (1988–1999)
- Spiros Efthimiadis – Guitarra (1994–1999)
- Sven Fischer – Guitarra (1994–1999)
- Christian Wolff - Teclado (1996–1999)
- Mike Terrana – Bateria (1999–2006)
- Victor Smolski – Guitarra (1999–2015)
- André Hilgers – Bateria (2007–2015)
- Marcos Rodriguez – Guitarra, vocal (2015–2020)
- Stefan Weber – Guitarra (2020–2023)

## Discografia
| - Prayers of Steel (1985) (ainda como Avenger) - Reign of Fear (1986) - Execution Guaranteed (1987) - Perfect Man (1988) - Secrets in a Weird World (1989) - Reflections of a Shadow (1990) - Trapped (1992) - The Missing Link (1993) - 10 Years in Rage (1994) - Black in Mind (1995) - Língua Mortis (1996) - End of All Days (1996) - XIII (1998) - Ghosts (1999) - Welcome to the Other Side (2001) - Unity (2002) - Soundchaser (2003) - Speak of the Dead (2006) - Carved in Stone (2008) - Strings to a Web (2010) - 21 (2012) - The Devil Strikes Again (2016) - Seasons Of The Black (2017) - Wings Of Rage (2020) | - Power of Metal (1994) - From the Cradle to the Stage (2004) - Full Moon in St. Petersburg (2007) - Depraved to Black (ainda como Avenger)(1985) - Extended Power (1991) - Beyond the Wall (1992) - Refuge (Japão) (1993) - Higher Than The Sky (Japão) (1996) - Live from the Vault (Japão) (1997) - Gib Dich Nie Auf / Never Give Up (2009) - The Best from the Noise Years (1998) - Best Of - All G.U.N. Years (2001) - The Dark Side (2002) - The Soundchaser Archives (2014) - Power of Metal (1993) - The Video Link (1994) - Metal Meets Classic Live Plus All G.U.N. Bonustracks (2001) - Full Moon in St. Petersburg (2007) |